# Karl Zwack
Karl Zwack (fl. XX secolo) è stato un pattinatore artistico su ghiaccio austriaco. Insieme a Idi Papez ha vinto due medaglie d'argento (1933 e 1934) e una di bronzo (1931) ai Campionati mondiali e un oro (1933), due argenti (1934 e 1935) e un bronzo (1932) ai Campionati europei.

## Palmarès
| Internazionali       | Internazionali | Internazionali | Internazionali | Internazionali | Internazionali | Internazionali |
| Evento               | 1930           | 1931           | 1932           | 1933           | 1934           | 1935           |
| -------------------- | -------------- | -------------- | -------------- | -------------- | -------------- | -------------- |
| Campionati mondiali  |                | 3°             |                | 2°             | 2°             |                |
| Campionati europei   | 5°             |                | 3°             | 1°             | 2°             | 2°             |
| Nazionali            |                |                |                |                |                |                |
| Campionati austriaci |                | 2°             | 2°             | 1°             | 1°             | 1°             |